# Crash to Desktop
Crash To Desktop, ofta förkortat CTD, är en datorterm som innebär att ett datorprogram ofrivilligt stängs ned, varefter operativsystemets skrivbord visas på skärmen. Vanliga orsaker till CTD är brister i programmens kod – så kallade buggar – eller inkompatibilitet mellan olika program och drivrutiner som används tillsammans.